# Kostel svatého Petra a Pavla (Rozhovice)
Kostel svatého Petra a Pavla stojí na mírném návrší na severovýchodním okraji obce Rozhovice v okrese Chrudim a tvoří její dominantu. Kostel je spolu s ohradní zdí přilehlého hřbitova a přístupovým schodištěm je chráněn od 12. ledna 2005 jako kulturní památka.

## Historie
Kostel v obci Rozhovice je poprvé v písemných pramenech připomínán k roku 1349 jako farní kostel. Kostel se stal na začátku 15. století utrakvistickým a později evangelickým.
Původně gotický jednolodní kostel z první poloviny 14. století byl přestavěn nákladem hraběte Jana Josefa Šporka, majitele panství v Heřmanově Městci, do barokní podoby v první polovině 18. století a v roce 1897 byla provedena celková přestavba kostela v novorománském slohu. V letech 2002–2005 proběhla celková rekonstrukce kostela.
Nyní kostel svatého Petra a Pavla v Rozhovicích slouží jako filiální kostel ve farnosti při děkanství Heřmanův Městec. Pravidelné bohoslužby se v něm nekonají.

## Popis

### Exteriér
Kostel svatého Petra a Pavla v Rozhovicích je nevelký jednolodní kostel s polygonálním presbytářem. Kostel je přístupný po kamenném stupňovitém schodišti, lemovaném po obou stranách lipovým stromořadím.
Hlavní vstup do kostela je v západním průčelí kostelními dveřmi umístěnými v jednoduchém vstupním portále s omítkovým ostěním zakončeném nahoře půlkruhem. Nad portálem je umístěna kruhová mozaika sestavená z kamenných valounů. Nad mozaikou se nachází římsa tvořená obloučkovým vlysem, nad kterou je trojúhelníkový štít s malým oknem zakončeným nahoře půlkruhem. Nároží průčelí tvoří pilastry.
Fasáda kostela je tvořena vápennou hladkou omítkou v okrové barvě, kostelní loď je osvětlena z každé strany dvěma půlkulatými okny zasklenými obyčejným sklem.
Ke kostelní lodi se připojuje na severovýchodě štíhlá, vysoká věž, jejíž dolní část je pozůstatkem původního kostela gotického kostela. Sakristie v přízemí věže je zaklenuta valenou klenbou. Při přestavbě kostela v roce 1897 byla odstraněna barokní cibulová střecha věže, věž o patro zvýšena a zakončena střechou ve tvaru osmibokého jehlanu. K věži přiléhá schodišťová věžička zakončená polygonální nástavbou.

### Interiér
Zařízení kostela je barokní z doby okolo roku 1700, hlavní oltář se sochami svatého Antonína, Václava a Ludmily s centrálním obrazem svatého Petra a Pavla byl obnoven v roce 1860. V interiéru kostela se dochovala na severní straně presbytáře horní část gotického sanktuáře s bohatě členěným kružbovým vimperkem a fiálami po stranách, za zmínku dále stojí kazatelna s obrazy evangelistů a ornamentálními řezbami.
Kostelní loď i presbytář jsou plochostropé, omítané.
V presbytáři kostela se nachází rozsáhlá moderní freska Hlad ve světě od českého malíře Vojmíra Vokolka ze sedmdesátých let 20. století, zobrazující fyzické i duchovní hladovění lidstva.

## Galerie

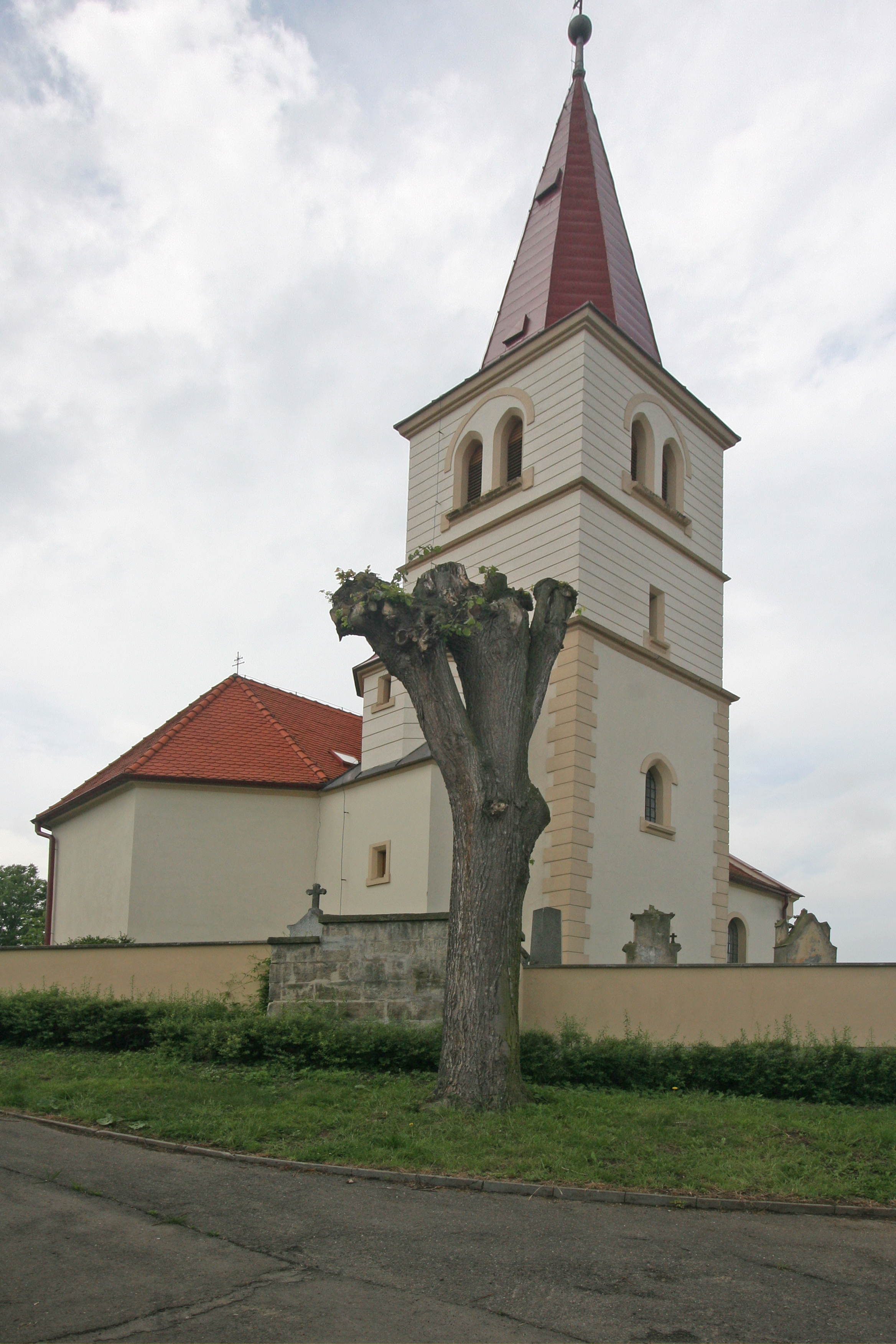
Kostel svatého Petra a Pavla
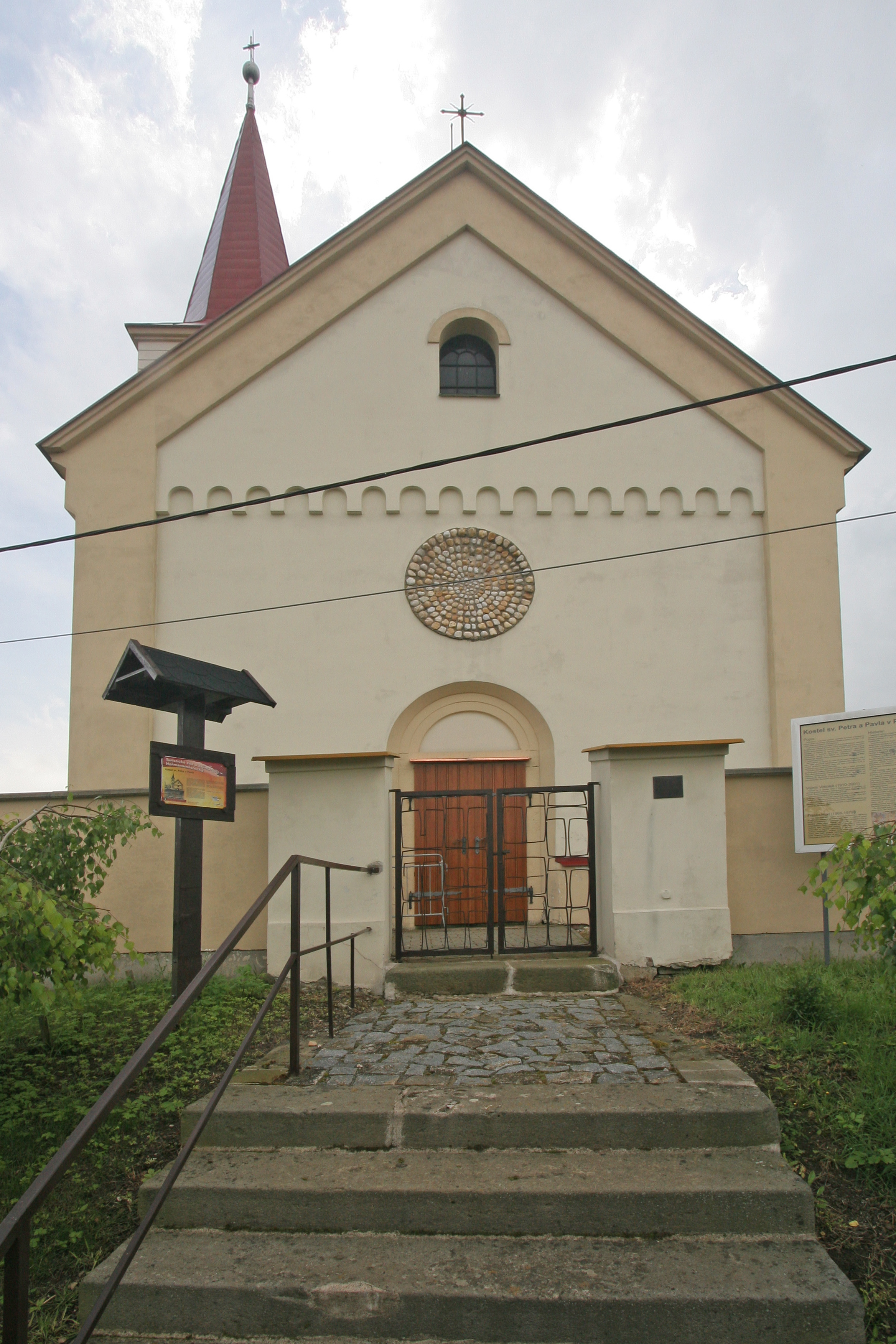
Průčelí
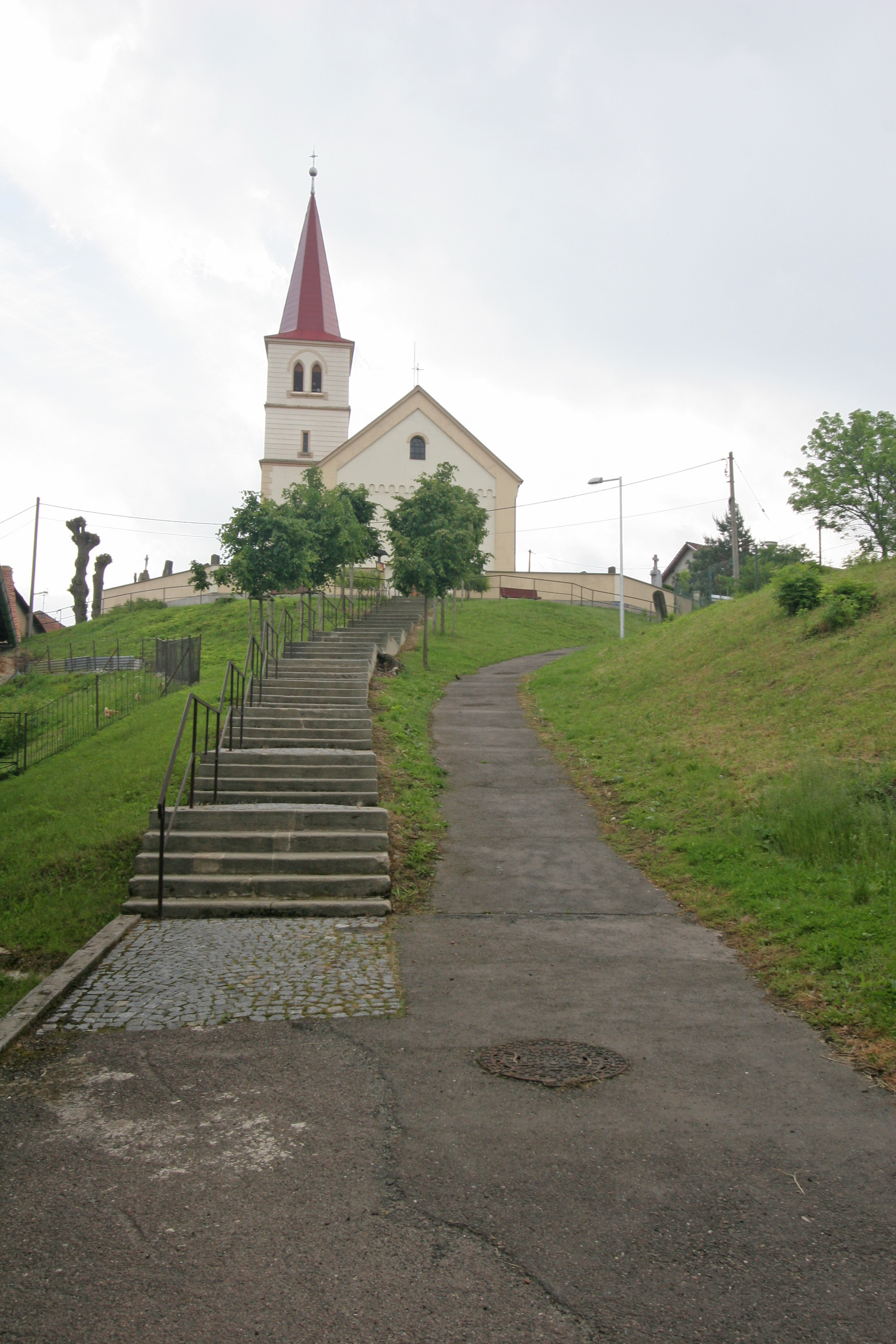
Kostel svatého Petra a Pavla
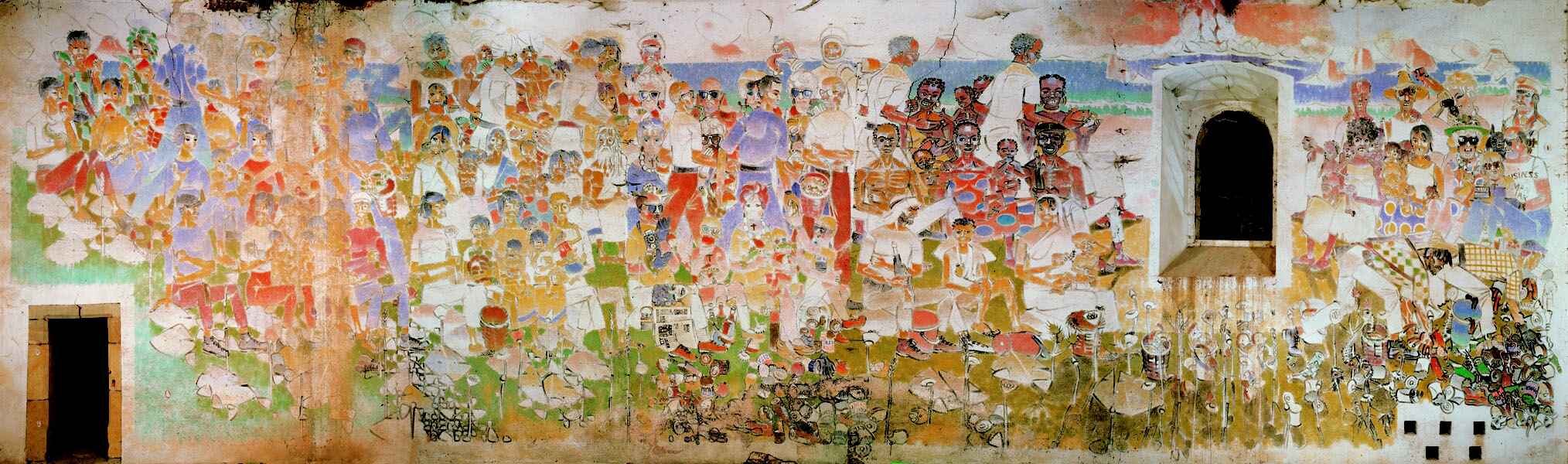
Freska v presbytáři - stav 2011